# Roquefeuil
Roquefeuil é uma comuna francesa na região administrativa de Occitânia, no departamento de Aude. Estende-se por uma área de 22,38 km². Em 2010 a comuna tinha 296 habitantes (densidade: 13,2 hab./km²).